# Kraftwerk Reichenau
Das Kraftwerk Reichenau ist ein Laufwasserkraftwerk am Alpenrhein. Das Wehr des Kraftwerks liegt etwa 2,6 km unterhalb des Zusammenflusses von Vorderrhein und Hinterrhein bei Reichenau und ist bis zum Bodensee die einzige Staustufe des Rheins. Die Hälfte des Wehrs liegt auf dem Boden der Gemeinde Tamins, der Rest der Anlage befindet sich in der Gemeinde Domat/Ems.

## Geschichte
Das Kraftwerk wurde von 1959 bis 1962 unter anderem zur Versorgung der Ems-Chemie errichtet und wurde zu 75 % von deren Tochterfirma Patvag Kraftwerke AG gehalten und von ihr betrieben. Nach Verkauf dieses Anteils hält seit 2003 die Axpo AG 85 % der Aktien, die restlichen 15 % sind im Besitz des Kantons Graubünden. Betreiber der Anlage ist nun die Axpo Hydro Surselva AG. Die Jahresproduktion beträgt im Mittel 106,8 GWh.

## Charakteristik
Die Anlage ist als Ausleitungskraftwerk gebaut. Der Rhein wird oberhalb Domat/Ems durch ein 78 m breites Wehr mit vier hydraulisch höhenverstellbaren Regulieröffnungen gestaut. Es leitet maximal 120 m³/s Wasser in den etwa einen Kilometer langen Oberwasserkanal, der im ersten Teil gedeckt verläuft. Am Ende dieses Kanals befindet sich das Maschinenhaus mit den zwei Kaplan-Turbinen. Danach fliesst das Wasser durch einen sehr kurzen Unterwasserkanal zurück in das natürliche Flussbett. An diesem Punkt befindet man sich etwa 3,9 km unterhalb des Zusammenfluss von Vorder- und Hinterrhein. Der vom Wehr gestaute See reicht fast bis zu diesem Zusammenfluss. Aufgrund des hohen Geschiebes des Flusses müssen die Segmentschützen periodisch geöffnet werden und bleiben nach einem Hochwasser tagelang angehoben.
Im April 2000 konnte beim Wehr des Kraftwerks die 185 Meter lange und 12 Meter Höhe überwindende Fischaufstiegshilfe in Betrieb genommen werden, die auch von Seeforellen aus dem Bodensee genutzt wird. Die Wasserdotation beträgt 0,5 Kubikmeter pro Sekunde. Eine Lösung für den Abstieg adulter Seeforellen konnte noch nicht technisch befriedigend vorgeschlagen werden.

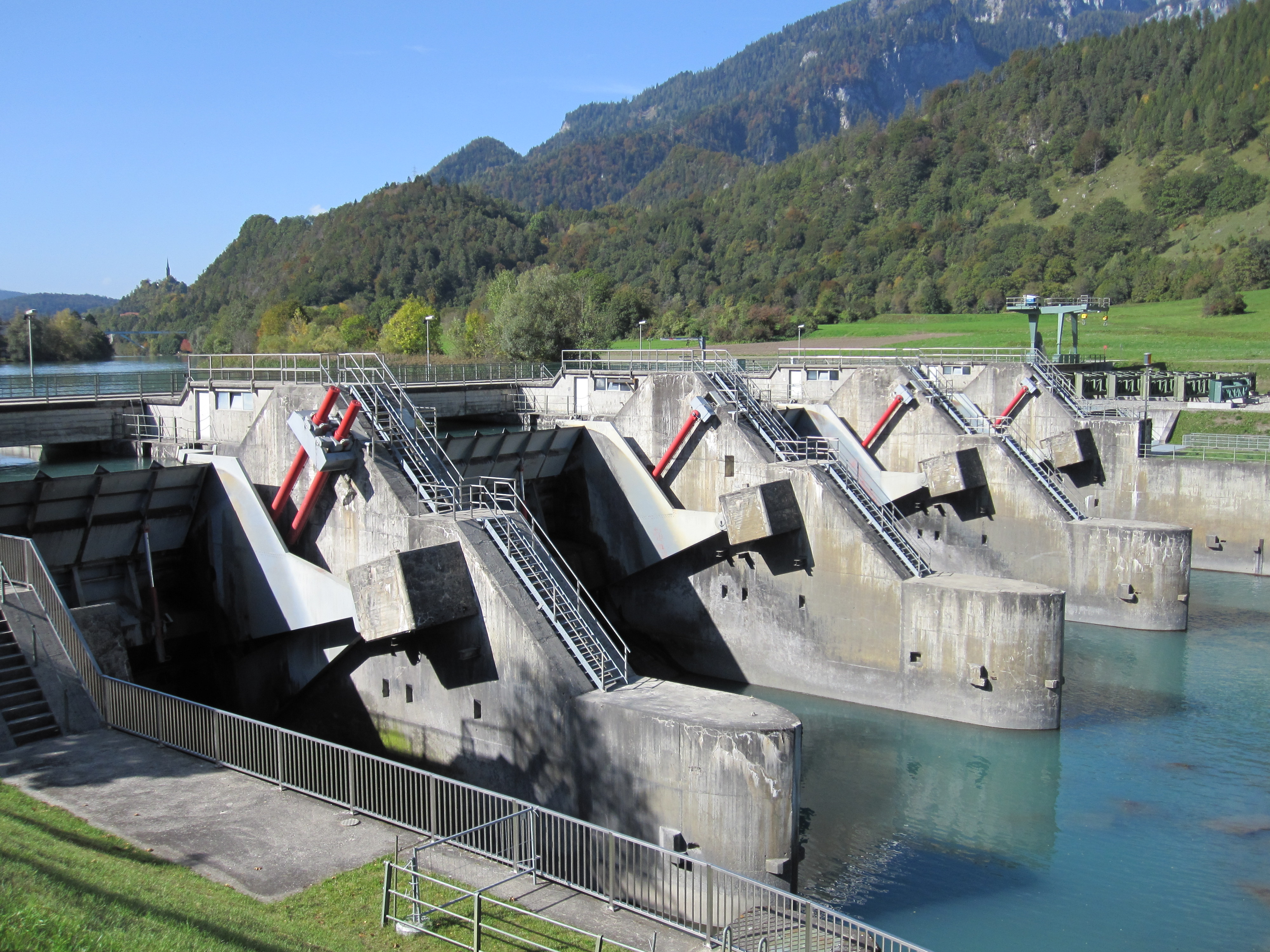
Unterwasserseite der Wehranlage
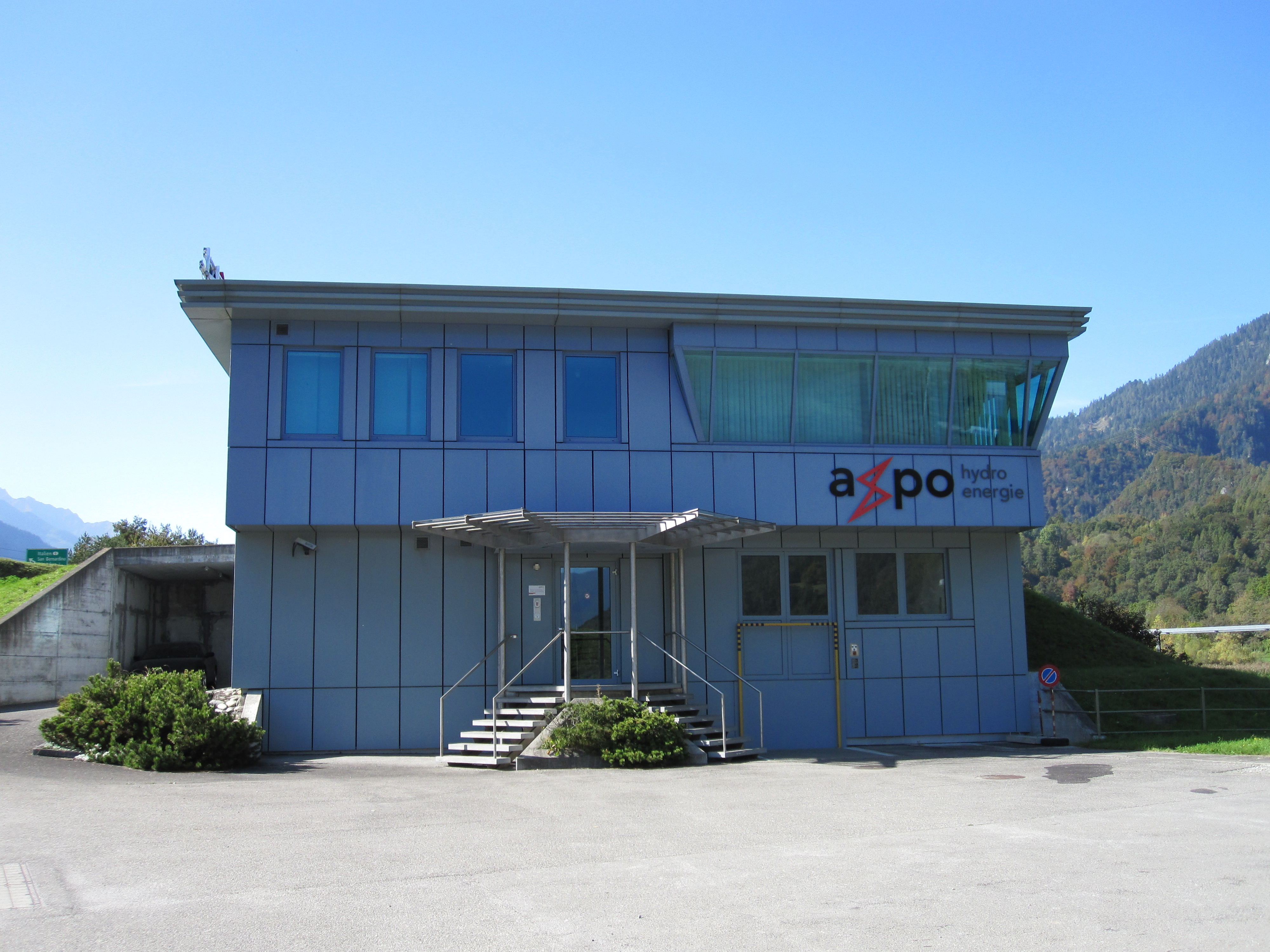
Bedienungshaus der Wehranlage
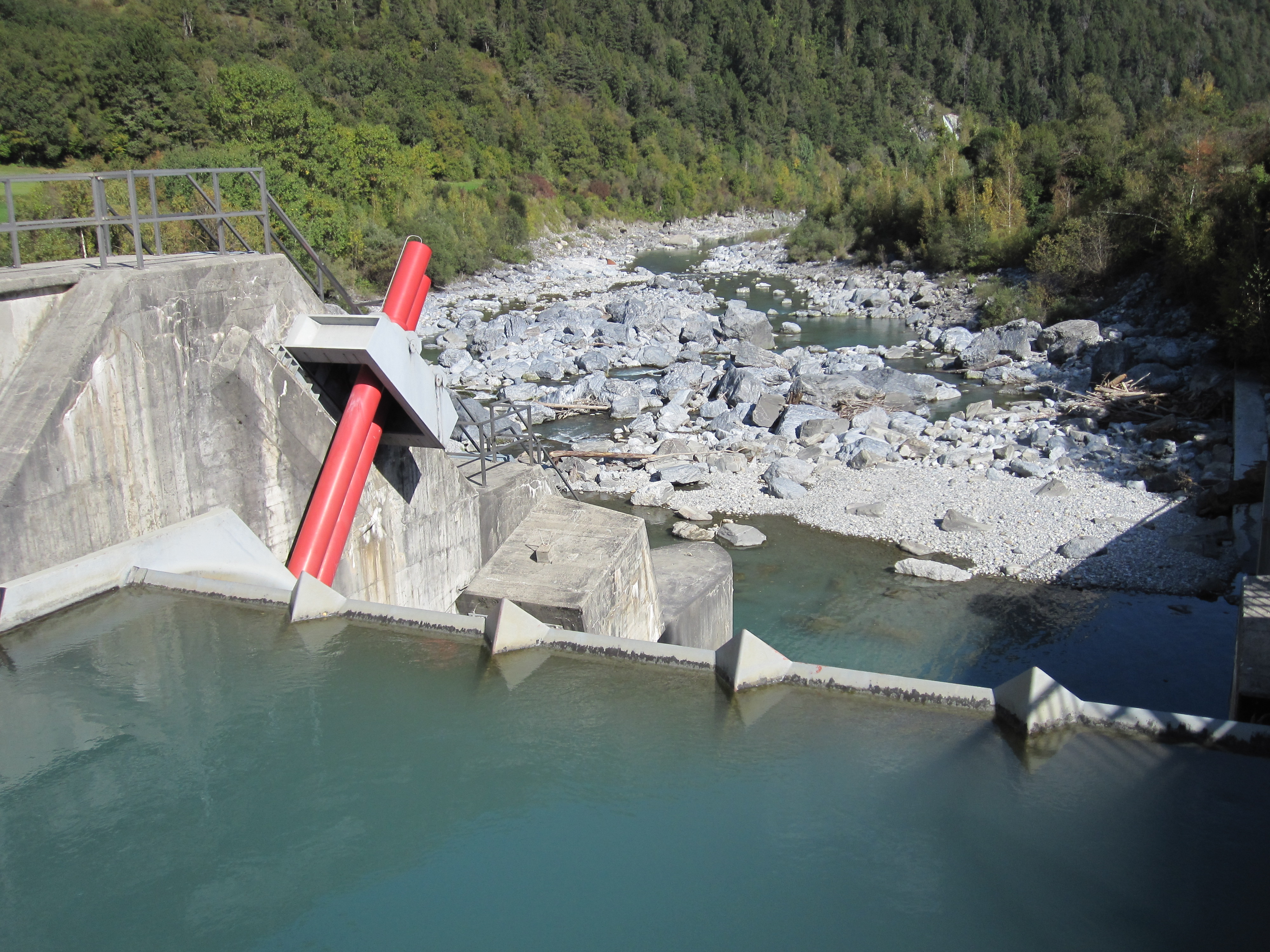
Oberwasserseite der Wehranlage
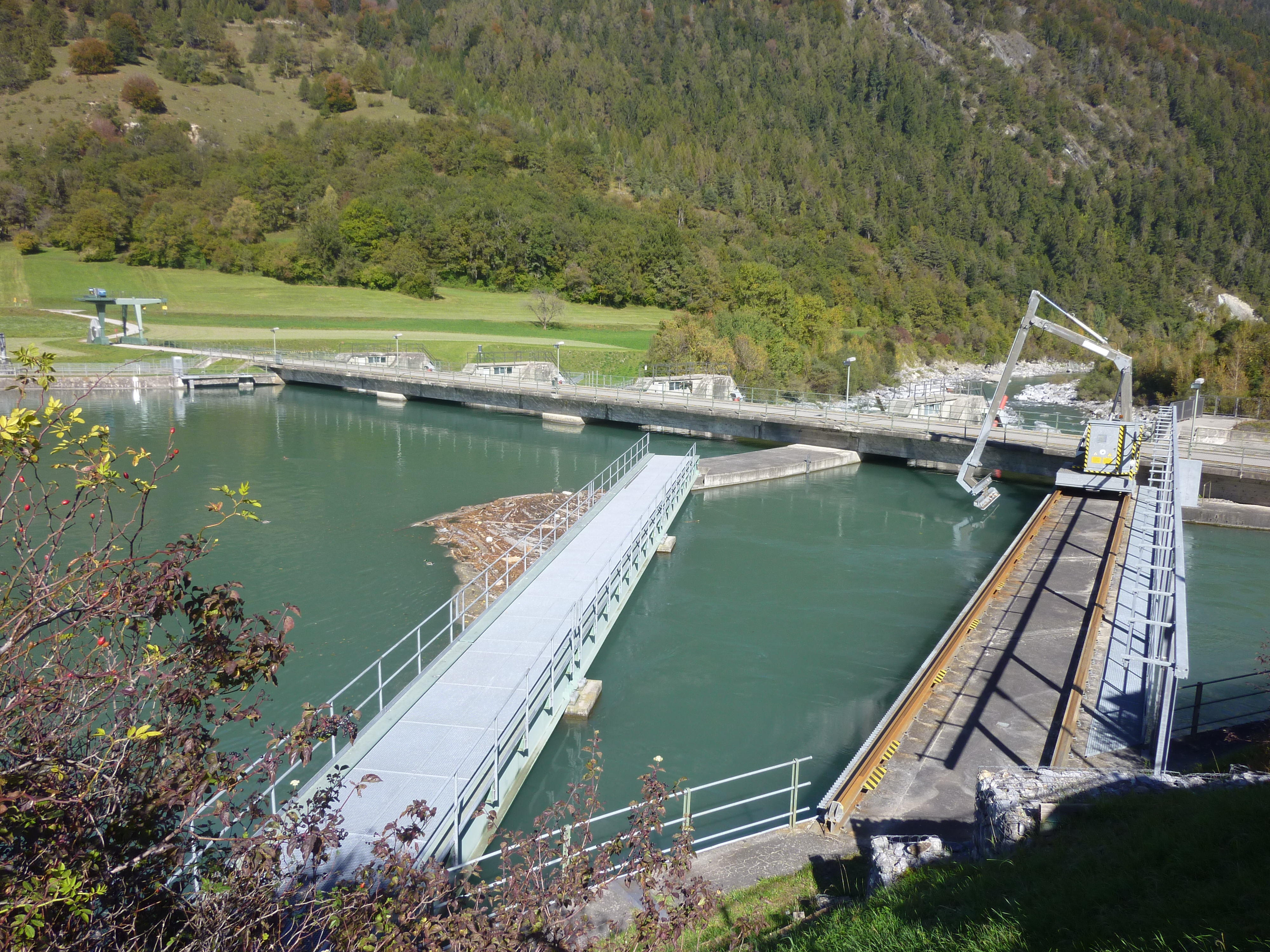
Wehrbrücke und Rechenanlage des Einlaufbauwerks